# 渡海元三郎
渡海 元三郎（とかい もとさぶろう、1915年3月13日 - 1985年5月2日）は、日本の政治家。衆議院議員（10期）、自治大臣、建設大臣などを歴任。渡海晴平の子。

## 来歴・人物
兵庫県出身。姫路高校文科乙類を経て、1939年京都帝国大学法学部卒。卒業後はブリヂストンタイヤ、川崎重工に勤務し、その後地元で鋳造業を始める。
曽根町青年団長、印南郡連合青年団長、曽根町長、兵庫県議（同志に後の参議院議員中野文門など）を経て、1955年、推されて第27回衆議院議員総選挙に兵庫3区から日本民主党公認で出馬し初当選（当選同期に愛知揆一・田村元・椎名悦三郎・唐沢俊樹・高村坂彦・丹羽兵助など）。以後連続当選10回。保守合同による自由民主党発足後は岸派→福田派に所属し、建設大臣・自治大臣・北海道開発庁長官、自由民主党幹事長代理などの要職を歴任した。
1980年5月16日の衆議院本会議における大平内閣への内閣不信任決議案採決においては他の福田派議員同様欠席した（ハプニング解散）。
1983年、第37回衆議院議員総選挙で落選し、1985年5月2日死去。享年70。
文部科学大臣（第9代）、自由民主党政務調査会長（第62代）を勤めた渡海紀三朗は長男。